# Caso de la CIJ sobre las obligaciones de los Estados en relación con el cambio climático
Las obligaciones de los Estados respecto al cambio climático fue un procedimiento ante la Corte Internacional de Justicia (CIJ), el máximo órgano jurídico de las Naciones Unidas (ONU), derivado de la resolución 77/276 adoptada por la Asamblea General el 29 de marzo de 2023, en la que se solicitó a la Corte que emitiera una opinión consultiva en la que aclarara las obligaciones de los Estados, de conformidad con el derecho internacional, para garantizar la protección del sistema climático y otras partes del medio ambiente ante las emisiones de gases de efecto invernadero de origen antrópico, así como las obligaciones de los Estados que, por acción u omisión, han emitido gases de efecto invernadero que han causado daño al sistema climático y otras partes del ambiente, particularmente respecto a los pequeños Estados insulares en vías de desarrollo. 
En su pronunciamiento, la Corte reconoció que el cambio climático plantea un problema existencial que exige respuestas no solo legales, sino también sociales, políticas, científicas y éticas. Asimismo, sentenció que los Estados tienen obligaciones jurídicas, tanto convencionales como consuetudinarias, de proteger el sistema climático y otros componentes del medio ambiente frente a las emisiones antropogénicas de gases de efecto invernadero, y que el incumplimiento de dichas obligaciones constituye un hecho internacionalmente ilícito que genera responsabilidad estatal, cuyas consecuencias pueden incluir el cese de las conductas dañinas, garantías de no repetición y la reparación íntegra de los daños causados, incluyendo restitución, compensación y satisfacción, siempre que se demuestre un nexo causal directo y cierto entre el acto y el daño producido. 
La decisión de la Corte se enmarca en un creciente uso del derecho internacional para enfrentar la crisis climática, incluyendo procesos similares en el Tribunal Internacional del Derecho del Mar y la Corte Interamericana de Derechos Humanos, quien semanas antes emitió una opinión consultiva en la que determinó que la Tierra atraviesa una emergencia climática y que los países signatarios de la Convención Americana de Derechos Humanos (Pacto de San José) tienen obligaciones derivadas del derecho internacional para afrontarlo.
La CIJ realizó audiencias públicas sobre la solicitud de opinión consultiva del 2 al 13 de diciembre de 2024, en las cuales participaron un total de 96 Estados y 11 organizaciones internacionales. Asimismo, durante la fase escrita del procedimiento se presentaron 91 declaraciones y 62 comentarios escritos, el nivel de participación más alto en un procedimiento tanto en la historia de la CIJ como en la de su predecesora, la Corte Permanente de Justicia Internacional.
Esta fue la vigésimo novena vez que la CIJ emite una opinión consultiva. Además, fue la quinta vez en los casi ochenta años de historia de la Corte que adoptaba una decisión por unanimidad de sus miembros.

## Contexto
En septiembre de 2021 la República de Vanuatu anunció su intención de promover una solicitud de opinión consultiva ante la Corte Internacional de Justicia en relación con las obligaciones de los Estados frente al cambio climático. La iniciativa fue impulsada por el grupo juvenil Pacific Island Students Fighting Climate Change, conformado por estudiantes de los Estados insulares del Pacífico. El gobierno de Vanuatu argumentó que la opinión era necesaria ante la vulnerabilidad particular de su territorio y la de otros pequeños Estados insulares en desarrollo, así como por la necesidad de fortalecer la acción internacional frente a la crisis climática.
Con ese objetivo, Vanuatu conformó un grupo central de Estados miembros de las Naciones Unidas con el fin de recabar apoyo para la iniciativa en el seno de la Asamblea General. Los debates dentro del grupo derivaron en la redacción de un proyecto de resolución, que fue presentado el 1 de marzo de 2023 bajo el símbolo A/77/L.58, en el marco del septuagésimo séptimo período de sesiones de la Asamblea General. El texto fue presentado por 108 Estados y entidades, liderados por el primer ministro de Vanuatu, Alatoi Ishmael Kalsakau, e instaba a solicitar una opinión consultiva a la Corte sobre las obligaciones estatales relativas al cambio climático. El borrador fue dispensado del trámite ordinario de envío a comisión principal.
El 29 de marzo de 2023, la Asamblea General adoptó la resolución A/RES/77/276 sin someterla a votación. En total, 132 Estados copatrocinaron la propuesta. La resolución se basó en una consideración especial de la Carta de las Naciones Unidas y otros instrumentos del derecho internacional, como la Declaración Universal de los Derechos Humanos, así como en principios del derecho ambiental internacional, incluyendo el principio de prevención de daños significativos al medio ambiente y el deber de proteger y preservar el medio marino.
La solicitud fue transmitida oficialmente a la Corte por el Secretario General de las Naciones Unidas mediante una carta fechada el 12 de abril de 2023.

## Resolución de la Asamblea General
La Asamblea General de la ONU aprobó el 29 de marzo solicitarle a la CIJ que respondiera a las siguientes preguntas: 

Teniendo especialmente en cuenta la Carta de las Naciones Unidas, el Pacto Internacional de Derechos Civiles y Políticos, el Pacto Internacional de Derechos Económicos, Sociales y Culturales, la Convención Marco de las Naciones Unidas sobre el Cambio Climático, el Acuerdo de París, la Convención de las Naciones Unidas sobre el Derecho del Mar, el deber de diligencia debida, los derechos reconocidos en la Declaración Universal de Derechos Humanos, el principio de prevención de daños significativos al medio ambiente y el deber de proteger y preservar el medio marino:

a) ¿Cuáles son las obligaciones que tienen los Estados en virtud del derecho internacional de garantizar la protección del sistema climático y otros elementos del medio ambiente frente a las emisiones antropógenas de gases de efecto invernadero en favor de los Estados y de las generaciones presentes y futuras?;

b) ¿Cuáles son las consecuencias jurídicas que se derivan de esas obligaciones para los Estados que, por sus actos y omisiones, hayan causado daños significativos al sistema climático y a otros elementos del medio ambiente, con respecto a: i) Los Estados, incluidos, en particular, los pequeños Estados insulares en desarrollo, que, debido a sus circunstancias geográficas y a su nivel de desarrollo, se ven perjudicados o especialmente afectados por los efectos adversos del cambio climático o son particularmente vulnerables a ellos; ii) Los pueblos y las personas de las generaciones presentes y futuras afectados por los efectos adversos del cambio climático?

## Trámite en la CIJ
El 20 de abril de 2023 el presidente de la CIJ dictó una orden en la que invitó a las Naciones Unidas y a sus Estados miembros a presentar observaciones escritas sobre las cuestiones planteadas en la solicitud de opinión consultiva, fijando como plazo inicial el 20 de octubre de 2023. También se estableció el 22 de enero de 2024 como fecha límite para que los Estados y organizaciones internacionales que hubieran presentado escritos pudieran formular comentarios por escrito sobre los de otros participantes.
En los meses siguientes diversas organizaciones internacionales, entre ellas la Unión Internacional para la Conservación de la Naturaleza, la Comisión de Pequeños Estados Insulares sobre Cambio Climático y Derecho Internacional, la Unión Europea y la Unión Africana solicitaron autorización para intervenir en el proceso. La Corte accedió a estas solicitudes conforme al artículo 66 de su Estatuto.
A solicitud del Vanuatu y otros Estados y organizaciones los plazos iniciales fueron prorrogados en dos ocasiones: primero al 22 de enero y 22 de abril de 2024, y luego al 22 de marzo y 24 de junio de 2024, respectivamente. Una tercera extensión fue concedida el 30 de mayo de 2024, fijando como nueva fecha límite el 15 de agosto de 2024 para la presentación de comentarios escritos.
En total, la Corte recibió decenas de declaraciones escritas de Estados y organizaciones internacionales, incluyendo países de todos los continentes y bloques regionales. Asimismo, se permitió de forma excepcional la participación de algunos Estados fuera de plazo y se informó a todos los participantes que los documentos presentados estarían disponibles a través de un portal web gestionado por la Secretaría de la Corte.
La Corte también autorizó la presentación de opiniones escritas de organizaciones no gubernamentales, conforme a su Práctica Directiva XII, las cuales, aunque no forman parte del expediente oficial, podían ser citadas por los participantes como publicaciones disponibles públicamente.
El 2 de diciembre de 2024 se abrieron las audiencias públicas sobre la solicitud de opinión consultiva. Los participantes, entre ellos numerosos Estados y organizaciones internacionales, fueron invitados a presentar exposiciones orales, independientemente de si habían presentado escritos previos.
El 26 de noviembre de 2024, a solicitud de la Corte, un grupo de autores del Panel Intergubernamental sobre Cambio Climático (IPCC) se reunió con los jueces para explicar las principales conclusiones científicas contenidas en los informes de evaluación del panel, con el fin de aportar contexto técnico a la deliberación jurídica.
Finalmente, de conformidad con el artículo 106 de su Reglamento, la Corte dispuso que los escritos y comentarios presentados fueran accesibles al público una vez iniciadas las audiencias orales.

### Antecedentes jurídicos
La CIJ examinó la evolución normativa internacional relacionada con la protección del medio ambiente y la respuesta al cambio climático, a partir de documentos clave, resoluciones y acuerdos multilaterales adoptados desde fines de los años sesenta.
En ese sentido recordó que en 1968 la Asamblea General de las Naciones Unidas expresó por primera vez su preocupación por el deterioro del medio ambiente humano y decidió convocar una conferencia internacional sobre el tema. Esta conferencia se celebró en Estocolmo en 1972 y dio lugar a la Declaración sobre el Medio Humano, que formuló principios fundamentales para la protección ambiental global.
Asimismo tomó en cuenta que a lo largo de las décadas siguientes se llevaron a cabo diversos encuentros y negociaciones internacionales que contribuyeron a sentar las bases del régimen jurídico sobre cambio climático. Entre los hitos relevantes identificados por la Corte se encuentran la Conferencia Mundial sobre el Clima de 1979, la Convención de las Naciones Unidas sobre el Derecho del Mar (1982), la Convención de Viena para la Protección de la Capa de Ozono (1985) y el Protocolo de Montreal (1987), así como conferencias científicas que subrayaron el vínculo entre las actividades humanas, los gases de efecto invernadero y el calentamiento global.
En 1988 se creó el Panel Intergubernamental sobre Cambio Climático (IPCC), con el mandato de realizar evaluaciones científicas sobre el cambio climático, sus impactos y opciones de mitigación y adaptación. Su primer informe publicado en 1990 introdujo conceptos como la «responsabilidad común pero diferenciada» entre países industrializados y en desarrollo, principios que más tarde se reflejaron en la Convención Marco de las Naciones Unidas sobre el Cambio Climático (CMNUCC), adoptada en la Cumbre de la Tierra de 1992 en Río de Janeiro.
La CMNUCC entró en vigor en 1994 y estableció el marco legal multilateral para la acción internacional frente al cambio climático, basado en la cooperación y la equidad entre Estados. A ella se sumaron otros instrumentos como la Convención sobre la Diversidad Biológica (1993), la Convención de Lucha contra la Desertificación (1996) y el Protocolo de Kioto (1997), que estableció objetivos vinculantes de reducción de emisiones para los países desarrollados.
En los años siguientes el proceso de negociación internacional avanzó mediante resoluciones y acuerdos adoptados por la Conferencia de las Partes (COP) de la CMNUCC. En 2010, los Acuerdos de Cancún reconocieron la necesidad de limitar el aumento de la temperatura global a menos de 2 °C, e incluso considerar el umbral de 1,5 °C. En 2011, se estableció la Plataforma de Durban para una Acción Reforzada, que sentó las bases del Acuerdo de París, adoptado en 2015 y en vigor desde 2016, el cual establece metas climáticas universales en función de las capacidades y circunstancias nacionales de cada Estado.
Además, la Corte citó informes del Secretario General de las Naciones Unidas que vinculan el cambio climático con la seguridad internacional, así como las contribuciones científicas del IPCC, que han influido en el diseño de políticas climáticas globales y en la interpretación jurídica de los deberes estatales en la materia.

### Antecedentes científicos
Durante el trámite de la opinión consultiva diversos participantes  destacaron las graves consecuencias del cambio climático, especialmente para sus poblaciones, territorios, economías, tradiciones culturales e incluso para la existencia misma de algunos Estados. Estas preocupaciones se respaldan en un amplio consenso científico que reconoce que el sistema climático ha experimentado cambios rápidos y generalizados, en particular un aumento sostenido de la temperatura media global debido a la acumulación de gases de efecto invernadero (GEI), atribuible principalmente a actividades humanas como la quema de combustibles fósiles y la deforestación.
La Corte basó su análisis principalmente en los informes del Panel Intergubernamental sobre Cambio Climático (IPCC), los cuales han sido reconocidos como la fuente científica más autorizada en esta materia. El IPCC define el sistema climático como un conjunto compuesto por la atmósfera, la hidrósfera, la criósfera, la litósfera y la biósfera, así como las interacciones entre estos componentes. Asimismo, describe el cambio climático como una alteración del clima que puede deberse tanto a causas naturales como a actividades humanas, siendo estas últimas las responsables del aumento en la concentración de GEI observado desde el siglo XIX.
Según el IPCC el cambio climático inducido por el ser humano ya está afectando a todos los continentes. Se ha registrado un incremento en la frecuencia e intensidad de fenómenos meteorológicos extremos, como olas de calor, lluvias intensas, sequías y ciclones, así como el derretimiento de glaciares y el aumento del nivel del mar. Estos impactos han provocado daños significativos a la naturaleza y a las personas, siendo las comunidades más vulnerables las más afectadas a pesar de haber contribuido mínimamente al problema.
El IPCC estima que entre 3300 y 3600 millones de personas son altamente vulnerables al cambio climático. El aumento de los eventos extremos ha provocado inseguridad alimentaria, escasez de agua, daños en viviendas e infraestructuras, y perjuicios para la salud humana, incluyendo enfermedades relacionadas con el clima y un aumento en la mortalidad por calor.
La temperatura global ha aumentado aproximadamente 1,1 °C respecto al periodo 1850–1900, debido a las emisiones de GEI provocadas por el ser humano. El incremento ha sido más rápido desde 1970 que en cualquier otro periodo de 50 años en al menos los últimos 2.000 años. Se estima que el 42% de las emisiones acumuladas entre 1750 y 2019 ocurrieron entre 1990 y 2019. Las emisiones provienen en gran medida de la quema de combustibles fósiles, el uso del suelo y la deforestación, con una marcada desigualdad entre regiones y países. Los países menos desarrollados y los pequeños Estados insulares presentan emisiones per cápita considerablemente menores que la media mundial.
El IPCC define los GEI como gases de origen natural o antropogénico que absorben y emiten radiación, generando el efecto invernadero. Entre ellos se encuentran el vapor de agua, el dióxido de carbono, el metano y el óxido nitroso. Otros gases como los clorofluorocarbonos (CFC) son exclusivamente de origen humano. El principal emisor de dióxido de carbono es la quema de combustibles fósiles, aunque un cuarto de las emisiones proviene de actividades como la agricultura, la deforestación, procesos industriales y el tratamiento de residuos.
De continuar las emisiones actuales, se espera que el calentamiento global alcance 1,5 °C entre 2021 y 2040. Cada incremento adicional de temperatura intensificará los riesgos y amenazas climáticas. Reducciones profundas, rápidas y sostenidas en las emisiones podrían ralentizar el calentamiento en dos décadas y generar efectos positivos en la composición atmosférica en pocos años.
El IPCC concluye con «muy alta confianza» que los riesgos y daños aumentarán con cada fracción de grado adicional de calentamiento. Incluso un incremento de 1,5 °C ya representa riesgos significativos para personas, comunidades, ecosistemas y sectores económicos.
Los Estados han adoptado instrumentos jurídicos como la Convención Marco de las Naciones Unidas sobre el Cambio Climático, comprometiéndose a mitigar el cambio climático y a facilitar la adaptación a sus efectos. El IPCC define la mitigación como la intervención humana para reducir las emisiones o mejorar los sumideros de GEI, por ejemplo mediante la transición energética o la reforestación. Incluso bajo escenarios de bajas emisiones, el calentamiento global podría alcanzar 1,4 °C hacia finales del siglo XXI, y hasta 4,4 °C bajo escenarios de emisiones altas.
Por su parte, la adaptación se entiende como el proceso de ajuste al clima actual o esperado. Aunque existen opciones eficaces (como la restauración de ecosistemas o la construcción de infraestructuras resilientes) su implementación es aún insuficiente. Además, existen límites a la adaptación en algunos ecosistemas y regiones, y ciertos esfuerzos mal diseñados han resultado contraproducentes.

## Análisis de la Corte
La Corte Internacional de Justicia examinó el marco normativo aplicable a las obligaciones de los Estados respecto al cambio climático a partir de una interpretación sistemática del derecho internacional. Para responder a la primera pregunta planteada por la Asamblea General de la ONU, la Corte analizó tanto tratados como normas consuetudinarias, principios generales del derecho internacional y tratados relevantes en materia ambiental y de derechos humanos.
La Corte identificó como parte del derecho directamente aplicable a los siguientes instrumentos y fuentes:
- La Carta de las Naciones Unidas, por establecer los principios de cooperación internacional en la solución de problemas globales como el cambio climático.[25]
- Los tratados sobre cambio climático, incluyendo la Convención Marco de las Naciones Unidas sobre el Cambio Climático (CMNUCC), el Protocolo de Kioto y el Acuerdo de París. La Corte consideró que estos tres instrumentos se complementan entre sí y siguen siendo jurídicamente vigentes.[26]
- La Convención de las Naciones Unidas sobre el Derecho del Mar (CONVEMAR), en tanto establece obligaciones sobre la protección del medio marino, también afectado por el cambio climático.[27]
- Otros tratados ambientales, como la Convención para la Protección de la Capa de Ozono, el Protocolo de Montreal, la Convención sobre la Diversidad Biológica y la Convención de Lucha contra la Desertificación, todos considerados complementarios al régimen climático.[28]
- El derecho internacional consuetudinario, en particular el deber de prevenir daños ambientales significativos[29] y el deber de cooperar en la protección del medio ambiente.[30]
- El derecho internacional de los derechos humanos, por su conexión con la protección ambiental, especialmente mediante los Pactos Internacionales de 1966 y jurisprudencia de tribunales regionales.[31]

La Corte también consideró como relevantes para interpretar las obligaciones jurídicas varios principios del derecho internacional del medio ambiente:
- Desarrollo sostenible, como principio orientador de la implementación de medidas ambientales.[32]
- Responsabilidades comunes pero diferenciadas y capacidades respectivas, que reflejan diferencias históricas y de capacidad entre los Estados en la lucha contra el cambio climático.[33]
- Equidad, en su sentido jurídico, como principio aplicable dentro de los márgenes del derecho internacional.[34]
- Equidad intergeneracional, que impone deberes hacia las generaciones futuras en la protección del clima.[35]
- Enfoque o principio de precaución, en virtud del cual la incertidumbre científica no debe usarse como excusa para postergar medidas de protección ambiental.[36]

En contraste, la Corte concluyó que el principio de «quien contamina paga» no forma parte del derecho internacional aplicable a este caso, debido a su falta de incorporación en los tratados sobre cambio climático y su escasa recepción a nivel interestatal.
La Corte rechazó la idea de que los tratados sobre cambio climático constituyen un régimen jurídico exclusivo que desplace otras normas del derecho internacional. Consideró que no existe una incompatibilidad entre dichos tratados y otras normas relevantes, ni una intención expresa de sustituirlas. En consecuencia, concluyó que el principio de lex specialis no impide la aplicación simultánea de otras normas convencionales o consuetudinarias.
Asimismo, la Corte concluyó que el derecho más directamente aplicable para determinar las obligaciones de los Estados frente al cambio climático incluye instrumentos como la Carta de las Naciones Unidas, los tres tratados sobre cambio climático, la CONVEMAR, tratados ambientales conexos, normas consuetudinarias sobre prevención de daños y cooperación, el derecho internacional de los derechos humanos y una serie de principios interpretativos.

### Instrumentos internacionales que establecen obligaciones para los Estados
La Corte reiteró que el marco jurídico internacional en materia de cambio climático está conformado principalmente por tres tratados multilaterales de carácter vinculante: la Convención Marco de las Naciones Unidas sobre el Cambio Climático (CMNUCC), el Protocolo de Kioto y el Acuerdo de París. En su opinión la CIJ analizó las obligaciones sustantivas que emanan de estos instrumentos y su relación entre sí, aclarando la naturaleza y el alcance de los compromisos asumidos por los Estados en virtud de ellos. La CIJ explicó que estos tratados comparten una finalidad común: proteger el sistema climático frente a las emisiones antropógenas de gases de efecto invernadero. Aunque difieren en alcance y especificidad, la Corte indicó que los tres textos son complementarios y mutuamente reforzantes. En ese sentido, los jueces resolvieron que el Protocolo de Kioto y el Acuerdo de París deben interpretarse como desarrollos de las disposiciones generales de la CMNUCC.
Además el tribunal subrayó que principios como las responsabilidades comunes pero diferenciadas y capacidades respectivas, la equidad intergeneracional, el desarrollo sostenible, la cooperación internacional y el principio precautorio informan la interpretación de las obligaciones contenidas en estos tratados.
La CMNUCC, establece una serie de compromisos diferenciados para los Estados Parte, especialmente entre países desarrollados (partes del Anexo I) y países en desarrollo. Entre las principales obligaciones se encuentran:
- Mitigación: Todos los Estados deben formular, implementar y actualizar programas para mitigar el cambio climático y reportar inventarios de emisiones y absorciones de GEI. Los países del Anexo I tienen obligaciones adicionales, incluyendo la adopción de políticas para reducir sus emisiones a niveles de 1990.[43]
- Adaptación: Los Estados deben facilitar la adaptación al cambio climático mediante planes y programas nacionales y regionales. Los países desarrollados están obligados a ayudar a los más vulnerables a cubrir los costos asociados a estas medidas.[44]
- Cooperación: Existen obligaciones de cooperación en investigación científica, transferencia de tecnología, educación y financiamiento, especialmente desde países desarrollados hacia los países en desarrollo.[45]

La Corte indicó que el Protocolo de Kioto complementa a la CMNUCC mediante la imposición de objetivos cuantificados y vinculantes de reducción de emisiones para los países del Anexo B. Aunque el segundo período de compromiso finalizó en 2020 y no se ha adoptado un tercero, el tratado sigue vigente y sus disposiciones aún pueden ser relevantes para evaluar la responsabilidad internacional de los Estados.
Mientras tanto, el Acuerdo de París representa según la Corte el instrumento más reciente del régimen climático internacional, y establece un marco legal basado en contribuciones determinadas a nivel nacional (NDC, por sus siglas en inglés), y se orienta a mantener el aumento de la temperatura global por debajo de 2 °C, procurando limitarlo a 1.5 °C.
Las principales obligaciones del Acuerdo de París incluyen:
- Mitigación: Todos los Estados deben preparar, comunicar y mantener NDC sucesivas que representen una progresión respecto a las anteriores y reflejen su mayor ambición posible. Deben además adoptar medidas internas para alcanzar dichas contribuciones de forma coherente con el objetivo colectivo de limitar el calentamiento a 1.5 °C.[47]
- Adaptación: Cada parte debe emprender procesos de planificación e implementación de acciones de adaptación, considerando medidas como restauración de ecosistemas, sistemas de alerta temprana y diversificación económica.[48]
- Cooperación, financiamiento, transferencia de tecnología y creación de capacidades: Los países desarrollados están obligados a proporcionar recursos financieros y apoyo técnico a los países en desarrollo, para facilitar sus esfuerzos de mitigación y adaptación.[49]

La Corte aclaró que los tratados climáticos incluyen tanto obligaciones de conducta que exigen a los Estados actuar con la debida diligencia, como obligaciones de resultado que implican alcanzar ciertos objetivos, como el desarrollo de inventarios o el establecimiento de planes nacionales. Según el fallo, ambas formas de obligación son jurídicamente vinculantes y su incumplimiento puede generar responsabilidad internacional del Estado.
La CIJ concluyó que los tratados climáticos imponen obligaciones exigentes a los Estados tanto en términos de mitigación y adaptación como de cooperación internacional, y que esas obligaciones deben cumplirse a la luz de los principios de equidad, capacidades respectivas y el objetivo global de estabilizar las concentraciones de GEI en la atmósfera para evitar interferencias peligrosas con el sistema climático.

### Derecho internacional consuetudinario que establece obligaciones para los Estados
La CIJ afirmó que dos obligaciones fundamentales del derecho internacional consuetudinario resultan aplicables en el contexto del cambio climático: el deber de prevenir daños significativos al medio ambiente y el deber de cooperar en su protección. Estas normas generales, según el fallo, constituyen un complemento al régimen convencional sobre cambio climático y tienen validez universal, incluso para los Estados no parte de los tratados pertinentes.
El deber de prevenir daños significativos al medio ambiente encuentra su origen en el laudo arbitral del caso Fundición Trail (1941) y ha sido reiterado en numerosas decisiones de la CIJ, incluyendo Canal de Corfú (1949), Pulp Mills (2010) y el caso sobre armas nucleares (1996). La Corte reafirmó que esta obligación impone a los Estados el deber de evitar mediante todos los medios razonablemente disponibles que actividades bajo su jurisdicción o control causen un daño significativo al medio ambiente de otros Estados o a zonas fuera de toda jurisdicción nacional.
En el contexto del cambio climático, la Corte sostuvo que el sistema climático es parte integral del medio ambiente global y que la acumulación de gases de efecto invernadero representa un riesgo de daño significativo, aun si es causado por múltiples actores y no atribuible a una sola fuente.
Por otro lado la Corte reafirmó que el deber de prevención se cumple actuando con debida diligencia, un estándar que requiere medidas sustantivas y procesales, y que varía según las capacidades de cada Estado. Entre los elementos de este estándar la Corte citó:
- Adopción de medidas apropiadas, incluidas leyes, políticas regulatorias y mecanismos de control que aseguren reducciones sustanciales de emisiones y faciliten la adaptación.[58]
- Uso de información científica y tecnológica, lo cual implica no solo aplicar el conocimiento disponible, sino también buscar activamente nuevos datos.[59]
- Observancia de normas y estándares internacionales, incluyendo normas vinculantes y orientaciones técnicas no vinculantes, como decisiones de las Conferencias de las Partes.[60]
- Consideración de capacidades diferenciadas, lo que significa que a los Estados con mayores recursos se les exige una diligencia más estricta, conforme al principio de responsabilidades comunes pero diferenciadas.[61]
- Aplicación del principio precautorio, que exige actuar incluso en contextos de incertidumbre científica si existe riesgo plausible de daño grave o irreversible.[62]
- Evaluación de impacto ambiental (EIA), como expresión del deber de identificar riesgos antes de emprender actividades que puedan agravar el cambio climático.[63]
- Notificación y consulta, cuando actividades planeadas puedan afectar negativamente los esfuerzos colectivos de mitigación o adaptación.[64]

La Corte enfatizó que estos elementos deben aplicarse de manera integrada y flexible según las circunstancias de cada caso.
Asimismo la CIJ reconoció que el deber de cooperar también es una norma consuetudinaria aplicable al cambio climático, pues debido a que el sistema climático es un recurso compartido por todos los Estados, este deber tiene carácter esencial y adquiere una dimensión especialmente acentuada en este ámbito.
Según el fallo, la cooperación debe regirse por principios como la buena fe, la equidad y la solidaridad, e incluir acciones concretas tales como el desarrollo conjunto de políticas climáticas, el intercambio de información técnica y científica y la ayuda financiera y transferencia de tecnología, especialmente hacia países en desarrollo. Asimismo determinó que el cumplimiento de este deber no se agota con la mera adhesión a tratados internacionales, sino que los Estados deben demostrar esfuerzos constantes para entablar mecanismos eficaces de cooperación y alcanzar metas colectivas como la estabilización de la temperatura global.
La Corte aclaró que las normas consuetudinarias y las convencionales existen de forma independiente, aunque deben interpretarse de manera armónica. En ese sentido, dijo que el cumplimiento de los tratados climáticos sugiere un grado sustancial de cumplimiento de las normas consuetudinarias, pero no garantiza su plena satisfacción.
Por otro lado, el fallo indica que los tratados pueden servir como evidencia del contenido del derecho consuetudinario, especialmente cuando recogen prácticas generalizadas y opinio juris, y viceversa.
Finalmente, la Corte subrayó que incluso los Estados no parte en los tratados climáticos están obligados a cumplir con los deberes consuetudinarios de prevención y cooperación, y que deben demostrar que sus políticas se ajustan a tales estándares si pretenden alegar cumplimiento.

### Obligaciones en virtud de otros tratados medioambientales
La CIJ sostuvo que, además de los tratados específicamente orientados al cambio climático, existen otros instrumentos jurídicos internacionales que también contribuyen a la protección del sistema climático y por ende son relevantes para determinar las obligaciones de los Estados respecto de esta materia. Entre estos instrumentos se encuentran el Convenio de Viena para la Protección de la Capa de Ozono, el Protocolo de Montreal, el Convenio sobre la Diversidad Biológica y la Convención de las Naciones Unidas de Lucha contra la Desertificación.
Por ejemplo el artículo 2 del Convenio de Viena establece que los Estados partes deberán adoptar medidas legislativas o administrativas apropiadas para proteger la salud humana y el medio ambiente de los efectos adversos derivados de actividades humanas que puedan modificar la capa de ozono.
El Protocolo de Montreal complementa este tratado al imponer la obligación de eliminar progresivamente sustancias que agotan la capa de ozono, muchas de las cuales también son gases de efecto invernadero. Las partes han reafirmado el vínculo entre la recuperación de la capa de ozono y la lucha contra el cambio climático, como se evidencia en la Declaración de Montreal de 2007. Estas obligaciones fueron fortalecidas por la Enmienda de Kigali, que establece medidas específicas para reducir los hidrofluorocarbonos (HFC), con impactos positivos sobre el clima. Para la Corte, las obligaciones derivadas de estos tratados complementan y refuerzan las previstas en la CMNUCC y el Acuerdo de París.
Por otro lado, el Convenio sobre la Diversidad Biológica reconoce que la conservación de la biodiversidad es una preocupación común de la humanidad. El artículo 3 del convenio incorpora la obligación consuetudinaria de prevenir daños al medio ambiente fuera de la jurisdicción nacional, mientras que el artículo 5 promueve la cooperación internacional para la conservación de la biodiversidad. Los artículos 6, 7 y 8 exigen a los Estados desarrollar planes nacionales de conservación, integrar la biodiversidad en políticas públicas, identificar procesos perjudiciales y regular actividades que puedan tener efectos adversos, incluidas aquellas que generan emisiones de gases de efecto invernadero. El Marco Mundial de Biodiversidad de Kunming-Montreal adoptado en 2022 refuerza estos objetivos, destacando la necesidad de reducir los impactos del cambio climático sobre la biodiversidad.
De acuerdo con la CIJ, estas obligaciones resultan complementarias a las establecidas por los tratados climáticos, en tanto buscan preservar la biósfera, cuya estabilidad está directamente relacionada con la regulación del clima.
Además, la Convención de Lucha contra la Desertificación establece vínculos explícitos con la CMNUCC y reconoce que combatir la desertificación puede contribuir al logro de los objetivos climáticos globales. Según el artículo 1 la desertificación es resultado de factores naturales y humanos, incluidos el cambio climático y la variabilidad climática, y afecta a la geosfera y biosfera. Los artículos 4 y 6 establecen obligaciones para adoptar enfoques integrados que consideren aspectos físicos, biológicos y socioeconómicos, así como compromisos específicos de los países desarrollados para apoyar a los países en desarrollo en la lucha contra la desertificación y sus efectos conexos, como la sequía. Además, el artículo 8 alienta a los Estados a coordinar sus acciones bajo esta convención, la CMNUCC y el Convenio sobre la Diversidad Biológica. El cumplimiento de estas obligaciones contribuye directamente a la protección del sistema climático, en particular a través de la conservación de la geosfera y la hidrosfera. 
La CIJ enfatizó que las obligaciones derivadas de estos tratados ambientales se complementan con las obligaciones establecidas en los tratados climáticos y en el derecho internacional consuetudinario.

### Aplicación de la Convención de las Naciones Unidas sobre el Derecho del Mar
La Corte Internacional de Justicia afirmó que la Convención de las Naciones Unidas sobre el Derecho del Mar (UNCLOS) es relevante en el contexto del cambio climático dado que las emisiones antropogénicas de gases de efecto invernadero tienen efectos perjudiciales sobre el medio marino, que representa más del 70% del planeta y más del 95% de la biosfera. En particular la Parte XII de UNCLOS, relativa a la protección y preservación del medio marino, fue destacada como de especial importancia.
La CIJ observó que el Tribunal Internacional del Derecho del Mar (ITLOS) ya había emitido una opinión consultiva en mayo de 2024 sobre las obligaciones de los Estados respecto de la contaminación marina derivada de emisiones de GEI, y consideró pertinente tomar en cuenta su jurisprudencia para mantener la coherencia del derecho internacional.
La Corte concluyó que las emisiones antropogénicas de GEI constituyen contaminación marina conforme a la definición del artículo 1, párrafo 1, inciso 4 de UNCLOS, ya que implican la introducción de sustancias o energía que pueden tener efectos perjudiciales sobre el medio marino. El artículo 192 impone a los Estados la obligación de proteger y preservar el medio marino, tanto mediante acciones positivas como evitando su degradación. Dado el riesgo grave e irreversible que plantea el cambio climático, la CIJ afirmó que el estándar de diligencia debida aplicable es estricto.
La Corte también reconoció que el derecho soberano de los Estados para explotar sus recursos naturales conforme a sus políticas ambientales, contemplado en el artículo 193, está condicionado por el deber de proteger el medio marino.
El artículo 194 obliga a los Estados a tomar todas las medidas necesarias, individual o colectivamente, para prevenir, reducir y controlar la contaminación del mar, empleando los mejores medios prácticos disponibles y considerando sus capacidades. Según la Corte, estas medidas deben ser evaluadas de acuerdo con criterios objetivos, incluyendo la mejor ciencia disponible y las circunstancias nacionales de cada Estado. Asimismo, determinó que las actividades que generan emisiones de GEI también están cubiertas por el artículo 194, párrafo 2.
El artículo 197 de UNCLOS establece la obligación de cooperar de forma continua en la elaboración de normas y buenas prácticas para proteger el medio marino. Esta obligación se complementa con los artículos 200 y 201 que exigen promover estudios científicos y compartir datos relevantes. Por su parte el artículo 206 requiere que los Estados realicen evaluaciones de impacto ambiental cuando existan razones para creer que actividades bajo su jurisdicción pueden causar cambios nocivos significativos al medio marino. Esta obligación se extiende a zonas fuera de la jurisdicción nacional.
La CIJ subrayó que las obligaciones derivadas de UNCLOS deben interpretarse en conjunto con las de otros tratados ambientales, incluidos los climáticos, así como con el derecho internacional consuetudinario.

#### Consecuencias jurídicas del aumento del nivel del mar
Varios Estados expresaron preocupación sobre el impacto del aumento del nivel del mar en la estabilidad de sus zonas marítimas y en la continuidad de su condición de Estado, y durante el procedimiento señalaron que los cambios físicos del litoral no deberían afectar sus derechos marítimos previamente establecidos. La CIJ reconoció que el aumento del nivel del mar representa un riesgo grave y creciente, en particular para los Estados insulares y costeros bajos.
Respecto a los derechos marítimos, la Corte aclaró que UNCLOS no exige a los Estados actualizar sus coordenadas geográficas una vez que han sido debidamente establecidas y publicadas, incluso en caso de retroceso costero por cambio climático.
En cuanto a la continuidad del Estado frente a la pérdida total de su territorio, la CIJ sostuvo que la desaparición de un elemento constitutivo no implica necesariamente la pérdida de la personalidad jurídica del Estado. También afirmó que frente a los desafíos del aumento del nivel del mar el deber de cooperación entre Estados asume una importancia especial y debe orientarse a soluciones equitativas, fundadas en la solidaridad y la interdependencia.
Finalmente, la CIJ señaló que su análisis de UNCLOS no excluye la aplicabilidad de otros instrumentos jurídicos, universales, regionales o bilaterales, como el Convenio MARPOL de 1973 y su Anexo VI, adoptado bajo la Organización Marítima Internacional (OMI), que regula las emisiones del transporte marítimo.
También mencionó el Acuerdo BBNJ sobre la conservación de la biodiversidad marina en áreas fuera de jurisdicción nacional, adoptado en 2023, aunque aún no ha entrado en vigor. Este tratado incluye disposiciones relevantes para la protección del medio marino frente al cambio climático.

### Obligaciones en virtud del derecho internacional de los derechos humanos
La Corte afirmó que los efectos adversos del cambio climático menoscaban el disfrute efectivo de diversos derechos humanos. En este sentido explicó que el medio ambiente constituye una condición previa para el ejercicio de tales derechos, dado que sustenta la vida humana y el bienestar de las generaciones presentes y futuras. Esta interdependencia se refleja en el preámbulo del Acuerdo de París, que exhorta a los Estados a considerar sus obligaciones en materia de derechos humanos al tomar medidas climáticas.
La Corte reconoció que el derecho a la vida, consagrado en instrumentos como el Pacto Internacional de Derechos Civiles y Políticos (PIDCP) y la Convención sobre los Derechos del Niño, puede verse comprometido por eventos relacionados con el clima, como el aumento del nivel del mar, sequías o catástrofes naturales. Asimismo señaló que la aplicación del principio de no devolución puede impedir que se repatríe a una persona a un país donde enfrente riesgos graves debido al cambio climático.
Respecto al derecho a la salud, la Corte subrayó su protección bajo el Pacto Internacional de Derechos Económicos, Sociales y Culturales (PIDESC) y otros instrumentos. Enfatizó que este derecho se ve amenazado por la contaminación del aire, el agua y el suelo, y que los Estados deben garantizar condiciones ambientales saludables para su disfrute.
También se destacó la afectación al derecho a un nivel de vida adecuado, que incluye acceso a alimentación, vivienda y agua potable, y al derecho a la vida privada, familiar y domiciliaria, especialmente cuando los Estados no adoptan medidas de adaptación suficientes.
Grupos como mujeres, niños, pueblos indígenas y personas en situación de vulnerabilidad enfrentan mayores riesgos. La Corte observó que los Estados deben diseñar medidas de mitigación y adaptación con enfoque de derechos humanos, igualdad sustantiva y no discriminación.
La CIJ reconoció que el derecho a un medio ambiente limpio, saludable y sostenible es un derecho humano fundamental, inherente al disfrute de otros derechos. Este derecho ha sido proclamado en instrumentos regionales, como la Carta Africana de Derechos Humanos y de los Pueblos, el Protocolo de San Salvador y la Carta Árabe de Derechos Humanos.
Además, más de cien Estados lo han incorporado en sus constituciones o legislaciones nacionales. La Asamblea General de las Naciones Unidas lo reconoció formalmente mediante la resolución 76/300 de 2022, destacando su conexión con otros derechos y su importancia para su disfrute efectivo.
La Corte concluyó que este derecho deriva de la interdependencia entre los derechos humanos y la protección del medio ambiente, por lo que debe considerarse parte del corpus jurídico internacional en materia de derechos humanos.
En cuanto al ámbito de aplicación territorial de los tratados de derechos humanos, la Corte reiteró que los Estados deben respetar sus obligaciones incluso cuando ejercen jurisdicción fuera de su territorio nacional. Esta interpretación ha sido confirmada en opiniones consultivas y fallos anteriores de la propia Corte, así como por órganos de supervisión como el Comité de Derechos Humanos.
En relación con el PIDESC y la Convención sobre los Derechos del Niño, la Corte sostuvo que ambos instrumentos pueden ser aplicables en territorios bajo jurisdicción efectiva de un Estado, aunque no sean parte de su territorio soberano.
La Corte concluyó que, dado que el cambio climático afecta el disfrute de los derechos humanos, los Estados tienen la obligación de proteger el sistema climático y otras partes del medio ambiente como medio para garantizar el ejercicio efectivo de esos derechos. Estas obligaciones incluyen, entre otras, la adopción de medidas de mitigación y adaptación, la regulación de actores privados y la implementación de estándares y legislación adecuados.
Asimismo, afirmó que el derecho internacional de los derechos humanos, los tratados climáticos y el derecho internacional consuetudinario se informan mutuamente, por lo que los Estados deben integrar sus obligaciones en todos estos regímenes al diseñar e implementar sus políticas climáticas.

## Decisión de la Corte
En su opinión unánime, la Corte Internacional de Justicia estableció las consecuencias jurídicas para los Estados cuyas acciones u omisiones hayan causado daños significativos al sistema climático y otras partes del medio ambiente.
En ese sentido, la Corte afirmó que los tratados climáticos (como el Acuerdo de París, la CMNUCC y el Protocolo de Kioto), así como el derecho internacional consuetudinario, establecen obligaciones cuyo incumplimiento puede acarrear responsabilidad internacional. Entre estas destaca el deber de prevenir daños ambientales significativos.
Tras examinar los mecanismos del régimen climático, como los artículos 8 y 15 del Acuerdo de París y el artículo 14 de la CMNUCC, concluyó que estos no sustituyen las normas generales sobre responsabilidad del Estado, ya que no excluyen expresamente ni implícitamente su aplicación.
La Corte abordó retos específicos del contexto climático, como la dificultad de atribuir responsabilidades debido a la naturaleza acumulativa y transnacional de las emisiones. Aun así, sostuvo que los actos y omisiones de los Estados —como no regular adecuadamente actividades emisoras de gases de efecto invernadero— son atribuibles a estos bajo el derecho internacional.
Además, consideró que la pluralidad de Estados responsables no impide que un Estado lesionado invoque la responsabilidad de uno o varios Estados responsables. La responsabilidad compartida no requiere que todos los causantes sean identificados en un mismo procedimiento.
En cuanto a la causalidad, la Corte reafirmó la aplicabilidad del estándar de «nexo causal directo y cierto» entre el acto ilícito y el daño, y concluyó que este puede adaptarse al contexto climático mediante evaluaciones caso por caso, apoyadas en evidencia científica.
La Corte sostuvo que las obligaciones relativas a la protección del sistema climático tienen carácter erga omnes y erga omnes partes, dado que el clima constituye un bien común global. Por tanto, cualquier Estado —incluso no directamente afectado— puede invocar la responsabilidad de otro Estado por incumplimientos relevantes.
Las consecuencias jurídicas de los actos ilícitos comprenden:
- Deber de cumplimiento continuo: Las obligaciones internacionales subsisten a pesar de su incumplimiento.[96]
- Obligación de cesar el acto ilícito y garantizar su no repetición: Incluye modificar o revocar medidas nacionales que contravengan las obligaciones internacionales.[96]
- Deber de reparación: Puede tomar la forma de restitución, compensación económica o satisfacción simbólica, dependiendo del caso y siempre que pueda demostrarse un vínculo causal suficiente entre el acto y el daño.[97]

### Fallo
Antes de pronunciar la parte dispositiva de su opinión, la Corte recordó que aunque el caso es singular por su dimensión planetaria, su función sigue siendo eminentemente jurídica. En ese sentido subrayó que las preguntas formuladas por la Asamblea General son legales y que su rol como tribunal era responderlas dentro del marco del derecho internacional. No obstante reconoció que el cambio climático plantea un problema existencial que exige respuestas no solo legales, sino también sociales, políticas, científicas y éticas. Finalmente, la Corte manifestó su esperanza de que sus conclusiones ayuden a orientar la acción global frente a la crisis climática.
La parte dispositiva de la opinión fue la siguiente: 
- Por unanimidad, la Corte tiene competencia y decidió emitir la opinión solicitada.[99]
- Por unanimidad, los tratados sobre cambio climático, incluyendo la CMNUCC, el Protocolo de Kioto y el Acuerdo de París, establecen obligaciones jurídicas vinculantes. Estas incluyen adoptar medidas de mitigación y adaptación, presentar contribuciones determinadas a nivel nacional (NDCs), actuar conforme al principio de responsabilidades comunes pero diferenciadas, y cooperar de buena fe.[100]
- Por unanimidad, el derecho internacional consuetudinario impone a todos los Estados el deber de prevenir daños significativos al clima y al medio ambiente, y de cooperar para evitar tales daños.[101]
- Por unanimidad, los tratados ambientales conexos como el Convenio de Viena y el Protocolo de Montreal, el Convenio sobre la Diversidad Biológica y el Convenio de Lucha contra la Desertificación, también imponen obligaciones relevantes para proteger el clima.[101]
- Por unanimidad, los Estados parte en la Convención de las Naciones Unidas sobre el Derecho del Mar (CONVEMAR) deben adoptar medidas para preservar el medio marino, incluyendo frente al cambio climático, y cooperar de buena fe.[101]
- Por unanimidad, el derecho internacional de los derechos humanos obliga a los Estados a proteger los derechos humanos mediante la protección del clima y del medio ambiente.[101]
- Por unanimidad, un incumplimiento de las obligaciones identificadas constituye un acto internacionalmente ilícito que activa la responsabilidad del Estado.[102]
  - Las consecuencias pueden incluir:[102]
    - Cese de los actos u omisiones ilícitas, si son continuos.
    - Garantías de no repetición, si las circunstancias lo exigen.
    - Reparación íntegra, mediante restitución, compensación o satisfacción, siempre que se cumplan las condiciones generales del derecho internacional, incluyendo la existencia de un nexo causal directo y cierto entre el acto y el daño.[102]

La opinión fue firmada por el presidente de la Corte, Yuji Iwasawa y el secretario, Philippe Gautier. La decisión vino acompañada de opiniones separadas, declaraciones y declaraciones conjuntas de varios jueces.